# Wkra (dopływ Narwi)
Wkra (na innych odcinkach Nida i Działdówka) – rzeka w północno-wschodniej Polsce, prawy dopływ Narwi, o długości 249,1 km. Powierzchnia dorzecza Wkry obejmuje obszar 5322 km².
Rzeka ma źródła w okolicy Nidzicy.
Bieg rzeki Wkry podzielony jest na 3 odcinki o różnych nazwach:
- górny bieg – Nida, od źródeł do ujścia Szkotówki,
- środkowy bieg – Działdówka, od ujścia Szkotówki do ujścia Swojęcianki – strugi wpływającej w miejscowości Bieżuń[3],
- dolny bieg – Wkra, od ujścia Swojęcianki do ujścia do Narwi.

W miejscowościach Bolęcin, Sobieski oraz Strzegowo znajdują się ruiny młynów.
Występują takie ryby jak: boleń, brzana, leszcz, kleń, jaź, szczupak, płoć, krąp, okoń, ukleja, krasnopióra.
Okolice Wkry były obszarem, na który toczyły się walki podczas Bitwy Warszawskiej.
Wkra stanowi szlak kajakowy. W miejscowościach Rydzyn Włościański, Sochocin, Sobieski, Joniec, Śniadówko, Borkowo czy Pomiechówek są przystanie kajakowe bądź wypożyczalnie kajaków.

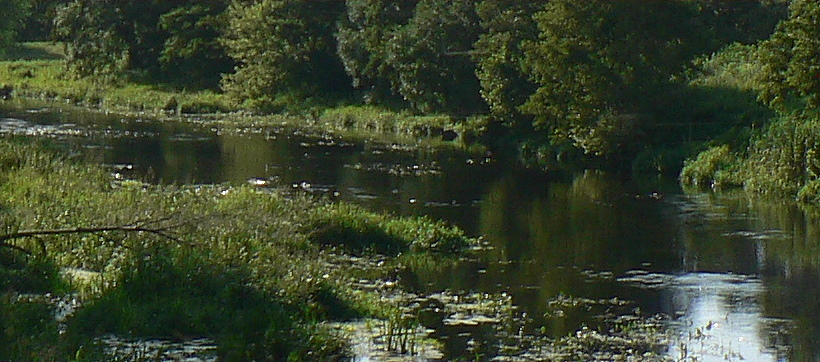
Wkra w Strzegowie

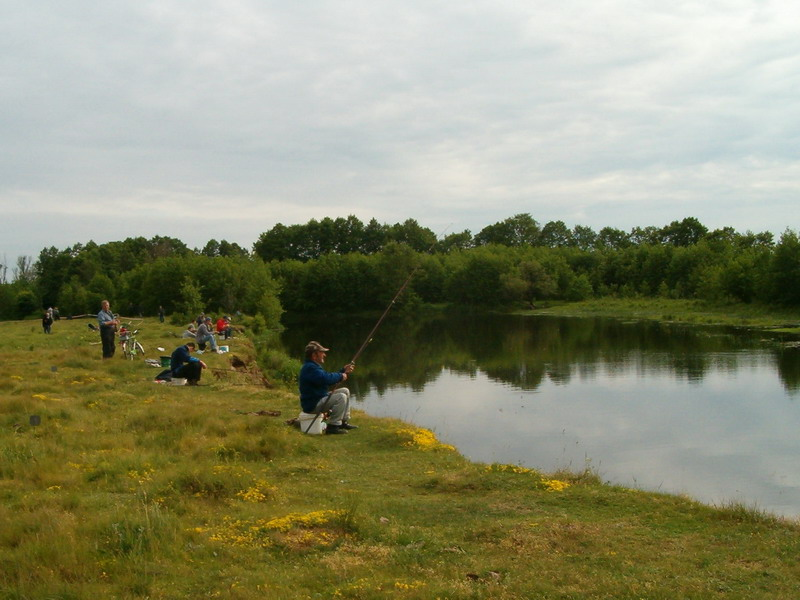
Wędkarze nad Wkrą w Kucharach Żydowskich

## Miejscowości nad Wkrą
- Nidzica
- Brudnice
- Działdowo
- Zieluń
- Pątki
- Lubowidz
- Bądzyn
- Dziwy
- Poniatowo
- Młudzyn
- Strzeszewo
- Bieżuń
- Radzanów
- Strzegowo
- Unierzyż
- Glinojeck
- Dziektarzewo
- Sochocin
- Bolęcin
- Sobieski
- Szumlin
- Joniec
- Cieksyn
- Borkowo
- Śniadówko
- Kosewko
- Pomiechówek
- Nowy Dwór Mazowiecki – ujście do Narwi

## Dopływy Wkry
| Lewy      | Prawy      | Miejscowości     |
| --------- | ---------- | ---------------- |
|           | Szkotówka  | Działdowo        |
| Luta      |            | Siciarz          |
| Mławka    |            | Ratowo           |
| Topielica |            | Pokrytki         |
| Wisiołka  |            | Kuskowo Kmiece   |
| Rosica    |            | Baranek          |
| Łydynia   |            | Sochocin         |
|           | Raciążnica | Sochocin         |
|           | Płonka     | Kołoząb          |
| Sona      |            | Popielżyn-Zawady |
| Turka     |            | Popielżyn-Zawady |
|           | Naruszewka | Nowa Wrona       |
| Nasielna  |            | Cieksyn          |